# Inke
Inke è un comune dell'Ungheria di 1.367 abitanti situata nella contea di Somogy, nell'Ungheria centro-occidentale.